# ハインリヒ・フォン・シュパイアー
ハインリヒ・フォン・シュパイアー（Heinrich von Speyer, 970年頃 - 989/92年）は、ザーリアー家の一員で、皇帝コンラート2世の父。

## 生涯
977年のランブレヒト修道院の寄進証書によると、ハインリヒはケルンテン公オットー1世とその妻ユーディトの間の長男である。ジラール家のメッツ伯ジェラール3世およびアダルベール2世の姉妹アーデルハイトと結婚し、息子コンラート（後の皇帝コンラート2世）および娘ユーディトをもうけた。弟ブルーノは996年に教皇に選出され（グレゴリウス5世）、弟コンラート1世が1004年に父の跡を継いでケルンテン公となった。
ハインリヒは20歳ほどで父に先立って死去したため、その生涯についてはほとんど知られていない。ハインリヒは990年頃死去し、ヴォルムス大聖堂の娘ユーディトの隣に埋葬された。妻アーデルハイトはハインリヒの死後、バーベンベルク家（ポッポ家）出身とみられるフランケン貴族と再婚し、1046年に死去した。